# Quest for Glory: So You Want to Be a Hero
Quest for Glory: So You Want to Be a Hero (originalmente conocido como Hero's Quest: So You Want to Be a Hero) es un híbrido de juego de rol y aventura de 1989, diseñado por Lori Ann Cole y distribuido por Sierra On-Line para MS-DOS. Es el primer juego de la serie Quest for Glory y se le atribuye el mérito de ser un juego que definió el género, ya que intentó mezclar juegos de aventura gráfica con elementos similares a los juegos de rol, como la construcción de estadísticas (fuerza, inteligencia, salud) que realmente afectarían la capacidad para progresar en ciertas partes del juego. El juego tiene un tono satírico y tonto. Los ports para Amiga, Atari ST y NEC PC-9801 se lanzaron a principios de la década de los 90. Una nueva versión VGA, titulada Quest for Glory I: So You Want to Be a Hero, se lanzó en 1992 para DOS y más tarde en 1994 para Mac OS.

## Jugabilidad
El título original era un juego de aventuras con un analizador de texto, en el que los jugadores tecleaban comandos para que el personaje los ejecutara, mientras que la nueva versión es un juego de aventuras point-and-click.
El juego se promocionaba como «tres juegos en uno», ya que era el primer juego de Sierra que (según las costumbres de los juegos de rol) permitía la selección de un personaje de entre tres clases: luchador, usuario de magia y ladrón. La clase que el héroe asigne a un personaje determina en gran medida con qué equipo comenzará el personaje, cómo podrá resolver acertijos y qué misiones se le presentarán. Sin embargo, la distinción entre clases no era absoluta; los jugadores podían agregar habilidades a un personaje y permitirle completar misiones relacionadas con otras clases en este y otros juegos de la serie.
Quest for Glory introdujo un realismo que rara vez se encuentra en los juegos de rol y otros juegos de aventuras incluso hoy en día. El día, la noche y el paso del tiempo eran un factor; el entorno y el paisaje eran diferentes durante el día y la noche. El personaje principal tenía que comer con regularidad, y se cansaba de correr y pelear, lo que requería descanso y sueño. Las habilidades no se obtenían subiendo niveles a través del combate, sino que aumentaban claramente a lo largo del curso regular de la aventura. Cuanto más usaba el jugador la magia, más aumentaba la habilidad mágica del héroe (seguida de la inteligencia); del mismo modo, cuanto más participaba el jugador en la batalla, el entrenamiento o incluso la limpieza de los establos del barón, más aumentaban la fuerza, la vitalidad y la agilidad del héroe.
Este es uno de los pocos juegos de aventuras de Sierra en los que el personaje del jugador tiene pocas o ninguna línea de diálogo. Aunque el jugador puede ingresar comandos como «preguntar por los bandidos», el personaje del jugador casi no tiene diálogo.

## Trama
En la baronía del valle de Spielburg, la malvada ogresa Baba Yaga ha maldecido la tierra y al barón que intentó expulsarla. Su hija ha desaparecido y su hijo se ha transformado en un oso, mientras que la tierra es devastada por monstruos y bandidos. El Valle de Spielburg necesita un héroe capaz de resolver estos problemas. El personaje del jugador es un aventurero personalizado cuyo nombre y clase son elegidos por el jugador. El juego sigue al héroe, que es un recién graduado de la Escuela por Correspondencia de Aventureros Famosos, en su viaje a la tierra. Deberá ayudar a la gente y convertirse en un héroe proclamado.
El aventurero luchará contra bandidos y monstruos como los kobolds, podrá resolver misiones secundarias (como encontrar objetos perdidos e ingredientes de hechizos) y ayudar a criaturas fantásticas como una dríada, un ermitaño y una colorida colección de criaturas peludas llamadas Meeps. Cumplir misiones le otorgará experiencia y dinero, que podrá usar para comprar equipo y pociones. El juego es abierto, lo que significa que el jugador puede explorar todo el juego a la vez y resolver las misiones en cualquier orden. Durante las misiones, el personaje también se encontrará con personajes recurrentes de la serie, como el mago Erasmus y su familiar Fenrus, y escuchará por primera vez historias del hada benévola Erana.
Si bien el juego se puede completar sin resolver las misiones secundarias, en el final óptimo, que le otorga al jugador la puntuación máxima y sirve como canon para el resto de la serie, el jugador libera al barón de una poderosa maldición y frustra los planes de la bruja Baba Yaga. Finalmente, el aventurero libera a la hija del barón, Elsa von Spielburg, de la maldición que la había transformado en la líder de los bandidos. Al hacerlo, el aventurero cumple una profecía, restaura la prosperidad del valle de Spielburg y recibe el título de Héroe. Después de esto, el Héroe, junto con el comerciante Abdulla Doo y los posaderos Shameen y Shema, parten en una alfombra mágica hacia Shapeir, la tierra natal de los tres, estableciendo el plan para la secuela, Quest for Glory II: Trial by Fire.

## Desarrollo
La idea de Quest for Glory era que el juego «se centrara tanto en la historia como en el combate y la exploración». La historia y la ambientación se extraen de varias fuentes del folclore.
Muchas de las características planificadas se eliminaron durante el desarrollo para lanzar el juego en un tiempo realista. Originalmente, Lori había planeado cuatro razas diferentes: un gnomo con aspecto de ladrón, un elfo con magia, un humano balanceado capaz de todo y un centauro arquero, así como la opción de un personaje femenino. Debido a los recursos limitados disponibles, el equipo de desarrollo redujo estos planes comprometiéndose con múltiples clases para el personaje humano. En el diseño original, se suponía que habría un gran laberinto de duendes. Las referencias a esto han permanecido en la base de duendes de la versión original. Se planeó que muchos de los edificios de la ciudad fueran accesibles. Además, se suponía que los usuarios de magia podrían conseguir un familiar como Zara, pero esto fue cortado debido a dificultades de programación.
El juego fue lanzado originalmente como Hero's Quest: So You Want to Be a Hero, pero fue relanzado en 1990 como Quest for Glory I: So You Want to Be a Hero debido a problemas de marca registrada relacionados con el juego de mesa HeroQuest.
El juego original lucía gráficos EGA, mientras que el remake tenía gráficos VGA.
Según Corey Cole, uno de los desarrolladores y productores del juego, el juego original Quest for Glory costó $150,000, mientras que el remake VGA costó casi tanto como una entrada VGA completa.

## Recepción
So You Want to Be a Hero es acreditado como un videojuego que define el género, debido a su mezcla de elementos de aventura y rol.
En 1990, Scorpia de Computer Gaming World afirmó que los acertijos del juego eran fáciles, pero aun así divertidos para un jugador experimentado, y que los excelentes gráficos y el buen uso del humor y los elementos de rol hicieron del juego «un ganador definitivo». En 1990, la revista lo nombró Juego de aventuras del año, describiéndolo como uno de los pocos juegos introductorios que tanto los principiantes como los veteranos de las aventuras disfrutaron. En 1993, Scorpia aprobó los gráficos, el humor y la rejugabilidad del «lindo híbrido». En 1996, la revista nombró a Quest for Glory como el 73.º mejor juego de la historia, y el 15.º en la lista de la revista de los juegos de computadora más innovadores.
Jim Trunzo reseñó Hero's Quest en el número 19 de la revista White Wolf (febrero/marzo de 1990) calificándolo con un 4 de 5 y afirmando que «Hero's Quest I sirve como campo de entrenamiento y experiencia de aprendizaje para las secuelas. Sin embargo, eso es un extra porque Hero's Quest es una obra excelente por derecho propio».
Los editores de Macworld le dieron a Quest for Glory su premio al «Mejor juego de rol» de 1994. Al escribir sobre su decisión, Steven Levy de la revista comentó que el juego «fusiona aspectos clásicos de los juegos de rol (desarrollar los atributos de un personaje al vencer a los enemigos, todo al servicio de un objetivo mayor) con el tono más lúdico y la interactividad de la serie de juegos de aventuras King's Quest de Sierra On-Line». Lo llamó «una forma más amable y gentil de juego de rol, y uno particularmente adecuado para los recién llegados al género, especialmente aquellos familiarizados con los juegos de aventuras».
Michael Baker de RPGamer puntuó al juego con un 3,5 de 5, escribiendo que es «una pieza de la historia de los juegos de rol que resiste la prueba del tiempo» que equilibra los rompecabezas, la jugabilidad y la escritura con un efecto entretenido, mientras que encuentra que el ritmo del juego a veces es demasiado lento. Tyler Willis de RPGamer le dio al juego 4 de 5 estrellas, elogiando especialmente la personalidad y la presentación de sus lugares y personajes dentro del juego. Richard Cobbett de PC Gamer declaró que sus impresiones del juego son «casi todas» positivas, especialmente para el remake de VGA, debido a la gran aventura que ofrece y el espectacular mundo del juego.
El juego vendió 130.000 copias en su primer año de lanzamiento. Según Corey Cole, el juego se convirtió en uno de los productos de Sierra que más rápido se vendió, vendiendo más de 250.000 copias en sus primeros años.

## Remake
Al igual que los primeros juegos de las series King's Quest, Space Quest, Police Quest y Leisure Suit Larry, en 1992 se lanzó una versión VGA que utilizaba el intérprete point-and-click SCI1.1 de Sierra para DOS y Mac OS. Esta versión tenía limitaciones de entrada en comparación con la original, que utilizaba el SCI0 basado en un analizador de texto. La nueva versión VGA y la versión original también se lanzaron en CD-ROM como parte de la colección Anthology de 1996 y la Collection Series de 1997.
Mientras que el juego original consistía en diálogos y en hacer preguntas para obtener información de fondo, en la nueva interfaz los diálogos tenían una estructura de árbol: un menú de temas de preguntas. Al hacer ciertas preguntas (por ejemplo, «Preguntar sobre la poción»), el jugador recibiría nuevas preguntas para hacer (por ejemplo, «Poción curativa», «Poción de resistencia», «Poción de disipación»). Los fondos y los personajes se dibujaron a mano y se escanearon, mientras que las peleas de monstruos y los retratos de los personajes se hicieron utilizando modelos de arcilla y animación stop motion. A diferencia de otros juegos, quedarse sin puntos de resistencia puede matar al héroe directamente en lugar de comenzar a causar daño a la salud. Algunos easter eggs también fueron actualizados. Por ejemplo, en la casa de Erasmus, el original tiene una referencia a King's Quest IV, mientras que el remake tiene una referencia a The Dagger of Amon Ra. La sala del tesoro en la cueva de los trolls que conduce al escondite del bandido faltaba en el remake.
Según Corey Cole, Lori Cole fue responsable del diseño tanto del remake de VGA como de Quest for Glory III: Wages of War, en el que trabajó al mismo tiempo. El diseño de la caja del remake se asemeja a la famosa pintura de San Jorge y el Dragón.